# Blue Serge (album)
| Recensione | Giudizio |
| ---------- | -------- |
| AllMusic   | [ 2 ]    |

Blue Serge è un album discografico del sassofonista statunitense Serge Chaloff, pubblicato dalla casa discografica Capitol Records nel 1956.

## Tracce
Lato A
1. A Handful of Stars – 5:33 (Jack Lawrence, Ted Shapiro) – Registrato il 14 marzo 1956
2. The Goof and I – 4:45 (Al Cohn) – Registrato il 14 marzo 1956
3. Thanks for the Memory – 3:46 (Leo Robin, Ralph Rainger) – Registrato il 14 marzo 1956
4. All the Things You Are – 5:27 (Oscar Hammerstein II, Jerome Kern) – Registrato il 16 marzo 1956

Lato B
1. I've Got the World on a String – 6:44 (Ted Koehler, Harold Arlen) – Registrato il 14 marzo 1956
2. Susie's Blues – 5:08 (Serge Chaloff) – Registrato il 14 marzo 1956
3. Stairway to the Stars – 4:52 (Mitchell Parish, Matty Malneck, Frank Signorelli) – Registrato il 16 marzo 1956

Edizione CD del 1998, pubblicato dalla Capitol Jazz Records (CDP 7243 4 94505 2 3)
1. A Handful of Stars – 5:33 (Jack Lawrence, Ted Shapiro)
2. The Goof and I – 4:45 (Al Cohn)
3. Thanks for the Memory – 3:46 (Leo Robin, Ralph Rainger)
4. All the Things You Are – 5:27 (Oscar Hammerstein II, Jerome Kern)
5. I've Got the World on a String – 6:44 (Harold Arlen, Ted Koehler)
6. Susie's Blues – 5:08 (Serge Chaloff)
7. Stairway to the Stars – 4:52 (Mitchell Parish, Matty Malneck, Frank Signorelli)
8. How About You? – 5:23 (Ralph Freed, Burton Lane) – Bonus Track - Registrato il 16 marzo 1956

## Musicisti
- Serge Chaloff - sassofono baritono
- Sonny Clark - pianoforte
- Leroy Vinnegar - contrabbasso
- Philly Joe Jones - batteria

Note aggiuntive
- Bill Miller - produttore originale
- Michael Cuscuna - produttore riedizione su CD
- Registrato al Capitol Studios di Los Angeles, California il 14 e 16 marzo 1956[4]